# Marijan Mlinarić
Marijan Mlinarić (Jalžabet, 13. veljače 1944. – Varaždin, 4. rujna 2007.) bio je hrvatski liječnik, političar, diplomat, ministar unutarnjih poslova u Vladi Republike Hrvatske te jedan od pionira karatea u Hrvatskoj. Jedan je od osnivača HDZ-a.

## Životopis
Rodio se je u Jalžabetu. U Varaždinu je išao u gimnaziju. Studirao je medicinu u Zagrebu. Specijalizirao je kirurgiju i vodio odjel prsne kirurgije varaždinske bolnice. Predsjedavao je županijskom ligom i bio tajnikom Hrvatske lige za borbu protiv raka. Napisao je mnogo stručnih članaka o prsnoj kirurgiji, držao je predavanja i vodio akcije za rano otkrivanje raka dojki kod žena. Bio je kirurg u varaždinskoj Općoj bolnici. Osnovao je i vodio prsnu kirurgiju. 
U mladosti je bio uspješan športaš. Bio je prvak Hrvatske u karateu u poluteškoj kategoriji. Nosio je naslov majstora 3. dana, utemeljitelj, predsjednik i trener Karate kluba Varaždin. 
Obnašao je dužnost predsjednika Hrvatskog karate saveza i Hrvatske vatrogasne zajednice.
Bio je zastupnik u Županijskom domu Hrvatskog sabora od 1993. – 1995. godine. Bio je član hrvatske delegacije pri Vijeću Europe u Strassbourgu te predsjednik Županijskog odbora HDZ-a Varaždinske županije. 2002. je postao član Predsjedništva HDZ-a. Ministrom je postao 23. prosinca 2003. godine. S mjesta ministra unutarnjih poslova otišao je 17. veljače 2005. godine, nakon što je zatražio razrješenje zbog zdravstvenih razloga. Naslijedio ga je Ivica Kirin, najmlađi ministar u Vladi premijera Sanadera.    